# Cyanotis pilosa
Cyanotis pilosa là một loài thực vật có hoa trong họ Commelinaceae. Loài này được Schult. & Schult.f. mô tả khoa học đầu tiên năm 1830.